# 終わりのない夏
『終わりのない夏』（おわりのないなつ）はJ-WALKの6枚目のオリジナル・アルバム。1987年7月25日BOURBON RECORDSから発売された。

## 概要
前作カバー・アルバム『OLD FASHIONED "DINNER"』から4ヶ月振りに発売。『Jay-Walk'』以来、5年振りに全英詞楽曲が収録。

## 収録曲
（全編曲：J-WALK）
1. 終わりのない夏
作詞・作曲：増田俊郎
後にアルバム「Start From The Beginning」のSPECIAL BONUS Single CDに収録された。
2. 青いステイションワゴン
作詞：増田俊郎、作曲：杉田裕
後に10枚目のシングルとしてシングルカットされた。
3. エンジェル
作詞：増田俊郎、作曲：知久光康
4. YOU MAKE ME FEEL SO ALIVE
作詞：宇多田照實、作曲：和泉常寛
全英詞曲。
5. WALTZING MATILDA
作詞・作曲：LEACH J
全英詞曲。バンド初のアカペラ曲。
6. スコール 〜Misty You〜
作詞：許瑛子、作曲：中村耕一
7. BELIEVE ME
作詞：宇多田照實、作曲：和泉常寛
全英詞曲。
8. 地図のない海
作詞：許瑛子、作曲：杉田裕
後に10枚目のシングル「青いステイションワゴン」のB面としてシングルカットされた。
9. 海風
作詞：増田俊郎、作曲：知久光康